# 세계 도로 자전거 경기 선수권 대회

세계 도로 자전거 경기 선수권 대회(영어: UCI Road World Championships)는 국제 자전거 경기 연합(UCI) 주최로 매년 도로 자전거 경기를 열어 우승자를 가리는 세계 선수권 대회다.

## 경기 종목
대회에는 도로 자전거 경기와 개인 도로 기록 경기 등이 포함되어 있다.
- 청소년 남자 도로 경기
- 청소년 여자 도로 경기
- 청소년 남자 기록 경기
- 청소년 여자 기록 경기
- 남자 도로 경기
- 여자 도로 경기
- 남자 기록 경기
- 여자 기록 경기
- 23세 이하 남자 도로 경기
- 23세 이하 남자 기록 경기

모든 세계 선수권 대회 경기는 국가 조별로 열리며, 투르 드 프랑스와 달리 조별 선수를 바꿀 수 없다. 각 종목 우승자는 다음 세계 선수권 대회가 열릴 때까지 그 종목(단체 출발이나 기록 경기 불문)에서 무지개 저지를 입을 수 있는 자격을 받는다.

## 역사
세계 선수권 대회는 1921년 처음 열렸으며, 비전문가 남자 도로 경기 한 종목만 겨뤘다. 전문가 세계 선수권 대회 첫 경기는 1927년에 독일 뉘르부르그링에서 열렸으며, 전문가 부문에는 이탈리아 알프레도 빈다 선수가, 비전문가 부문에는 벨기에 쟝에르츠 선수가 우승했다. 여자 도로 경기는 1958년에 도입되었으며, 도로 기록 경기는 1994년에 시작되었다.
1995년까지는 남자 전문가 부문과 비전문가 부문 선수들이 따로 경기를 펼쳤다. 1996년부터는 이 비전문가 부문이 남자 23세 이하 전문가 부문으로 교체되어 공개되었다.
1995년부터는 9월 말 유럽 대회가 끝날때 맞추어 열렸으며, 보통 부엘타 아 에스파냐 대회 다음에 열렸다. 그 전에는 항상 한 여름인 8월말 아니면 9월 첫 주에 열렸다.
세계 선수권 대회는 매년 도시를 바꾸어 개최한다. 경로는 단거리 선수가 선호하는 평지 구간과 오르막에 강한 선수나 전천후 선수를 위한 언덕 구간을 포함하여 선정하며, 순환경로로 만들어 선수가 여러번 돌 수 있도록 한다.
세계 선수권 대회는 그랜드 투어 중 두 경기(지로 디탈리아와 투르 드 프랑스)와 합쳐서 삼관왕이라고 부른다.

## 역대 대회
| 개최                                     | 국가          | 도시               |
| ---------------------------------------- | ------------- | ------------------ |
| 1927년                                   | 독일          | 뉘르부르그링       |
| 1928년                                   | 헝가리        | 부다페스트         |
| 1929년                                   | 스위스        | 취리히             |
| 1930년                                   | 벨기에        | 리에주             |
| 1931년                                   | 덴마크        | 코펜하겐           |
| 1932년                                   | 이탈리아 왕국 | 로마               |
| 1933년                                   | 프랑스        | 몰레리             |
| 1934년                                   | 독일          | 라이프치히         |
| 1935년                                   | 벨기에        | 플로레페           |
| 1936년                                   | 스위스        | 베른               |
| 1937년                                   | 덴마크        | 코펜하겐           |
| 1938년                                   | 네덜란드      | 발켄부르그         |
| 제2차 세계 대전(1939년~1945년) 경기 없음 |               |                    |
| 1946년                                   | 스위스        | 취리히             |
| 1947년                                   | 프랑스        | 랭스               |
| 1948년                                   | 네덜란드      | 발켄부르그         |
| 1949년                                   | 덴마크        | 코펜하겐           |
| 1950년                                   | 벨기에        | 무어즐리드         |
| 1951년                                   | 이탈리아      | 바레제             |
| 1952년                                   | 룩셈부르크    | 룩셈부르크         |
| 1953년                                   | 스위스        | 루가노             |
| 1954년                                   | 서독          | 졸링겐             |
| 1955년                                   | 이탈리아      | 프라스카티         |
| 1956년                                   | 덴마크        | 코펜하겐           |
| 1957년                                   | 벨기에        | 바러젬             |
| 1958년                                   | 프랑스        | 랭스               |
| 1959년                                   | 네덜란드      | 잔드보르트         |
| 1960년                                   | 동독          | 카를마르크스슈타트 |

| 개최   | 국가           | 도시                 |
| ------ | -------------- | -------------------- |
| 1961년 | 스위스         | 베른                 |
| 1962년 | 이탈리아       | 살로                 |
| 1963년 | 벨기에         | 론세                 |
| 1964년 | 프랑스         | 살랑쉬               |
| 1965년 | 스페인         | 산세바스티안         |
| 1966년 | 서독           | 뉘르부르그링         |
| 1967년 | 네덜란드       | 히를른               |
| 1968년 | 이탈리아       | 이몰라               |
| 1969년 | 벨기에         | 졸더                 |
| 1970년 | 영국           | 레스터               |
| 1971년 | 스위스         | 멘드리시오           |
| 1972년 | 프랑스         | 갑                   |
| 1973년 | 스페인         | 바르셀로나           |
| 1974년 | 캐나다         | 몬트리올             |
| 1975년 | 벨기에         | 이브와               |
| 1976년 | 이탈리아       | 오스투니             |
| 1977년 | 베네수엘라     | 산크리스토발         |
| 1978년 | 서독           | 뉘르부르그링         |
| 1979년 | 네덜란드       | 발켄부르그           |
| 1980년 | 프랑스         | 살랑쉬               |
| 1981년 | 체코슬로바키아 | 프라하               |
| 1982년 | 영국           | 굳우드 하우스        |
| 1983년 | 스위스         | 탈 (스위스) 알텐하인 |
| 1984년 | 스페인         | 바르셀로나           |
| 1985년 | 이탈리아       | 지아베라델몬텔로     |
| 1986년 | 미국           | 콜로라도스프링스     |
| 1987년 | 오스트리아     | 필라흐               |
| 1988년 | 벨기에         | 론세                 |

| 개최   | 국가           | 도시          |
| ------ | -------------- | ------------- |
| 1989년 | 프랑스         | 샤베리        |
| 1990년 | 일본           | 우쓰노미야시  |
| 1991년 | 독일           | 슈투트가르트  |
| 1992년 | 스페인         | 베니도름      |
| 1993년 | 노르웨이       | 오슬로        |
| 1994년 | 이탈리아       | 아그리젠토    |
| 1995년 | 콜롬비아       | 뒷타마        |
| 1996년 | 스위스         | 루가노        |
| 1997년 | 스페인         | 산세바스티안  |
| 1998년 | 네덜란드       | 발켄부르그    |
| 1999년 | 이탈리아       | 베로나        |
| 2000년 | 프랑스         | 플러와이      |
| 2001년 | 포르투갈       | 리스본        |
| 2002년 | 벨기에         | 졸라와 하설트 |
| 2003년 | 캐나다         | 해밀턴        |
| 2004년 | 이탈리아       | 베로나        |
| 2005년 | 스페인         | 마드리드      |
| 2006년 | 오스트리아     | 살츠버그      |
| 2007년 | 독일           | 스투드가르트  |
| 2008년 | 이탈리아       | 베레제        |
| 2009년 | 스위스         | 멘드리시오    |
| 2010년 | 오스트레일리아 | 멜버른, 절랑  |
| 2011년 | 덴마크         | 코펜하겐      |
| 2012년 | 네덜란드       | 림버그        |
| 2013년 | 이탈리아       | 플로렌스      |
| 2014년 | 스페인         | 폼페라다      |
| 2015년 | 미국           | 리치먼드      |